# Havre de Grace
Havre de Grace é uma cidade localizada no estado americano de Maryland, no Condado de Harford.

## Demografia
Segundo o censo americano de 2000, a sua população era de 11.331 habitantes.
Em 2006, foi estimada uma população de 12.498, um aumento de 1167 (10.3%).

## Geografia
De acordo com o United States Census Bureau tem uma área de
13,9 km², dos quais 10,4 km² cobertos por terra e 3,5 km² cobertos por água.

## Localidades na vizinhança
O diagrama seguinte representa as localidades num raio de 12 km ao redor de Havre de Grace.